# Världsmästerskapet i ishockey för damer 2009
Världsmästerskapet i ishockey för damer 2009 spelades mellan den 4 och 12 april 2009. Spelplats var Tavastehus i Finland. USA vann VM-guldet för andra året i rad och tog sitt tredje guld totalt, före Kanada och Finland medan Japan och Kina åkte ur Division 1 och ersätts av Slovakien i världsmästerskapet 2011.
De nio deltagande länderna var indelade i tre grupper med tre lag i varje. Alla tre gruppettor spelade vidare i en grupp (Grupp D) om de två finalplatserna, vilka blev Kanada, Finland och USA. Det tredje placerade laget i Grupp D spelade bronsmatch.
Alla grupptvåorna (Kazakstan, Ryssland och Sverige) spelade mot varandra i Grupp E i kamp om den andra platsen i bronsmatchen.
Grupptreorna (Japan, Kina och Schweiz) spelade i Grupp F (Nedflyttningsgrupp) där de två sämst placerade lagen åkte ner till Division 1 2011 och ersattes av det vinnande laget i Division 1 2009.

## Gruppspelet

### Grupp A
- Japan
- Ryssland
- USA

| Datum        | Match            | Res.  | Perioder      | Spelort    | Fakta   |
| ------------ | ---------------- | ----- | ------------- | ---------- | ------- |
| 4 april 2009 | Japan - USA      | 0 - 8 | 0-4, 0-1, 0-3 | Tavastehus | JPN-USA |
| 5 april 2009 | Ryssland - Japan | 3 - 1 | 0-0, 0-0, 3-1 | Tavastehus | RUS-JPN |
| 6 april 2009 | USA - Ryssland   | 8 - 0 | 1-0, 5-0, 2-0 | Tavastehus | USA-RUS |

| Grupp A  | SM | V | O | F | GM | IM | P |
| -------- | -- | - | - | - | -- | -- | - |
| USA      | 2  | 2 | 0 | 0 | 16 | 0  | 6 |
| Ryssland | 2  | 1 | 0 | 1 | 3  | 9  | 3 |
| Japan    | 2  | 0 | 0 | 2 | 1  | 11 | 0 |

SM = Spelade matcher, V = Vinster, O = Oavgjorda, F = Förluster, GM = Gjorda mål, IM = Insläppta mål, P = Poäng

### Grupp B
- Kanada
- Kina
- Sverige

| Datum        | Match            | Res.   | Perioder      | Spelort    | Fakta   |
| ------------ | ---------------- | ------ | ------------- | ---------- | ------- |
| 4 april 2009 | Kina - Kanada    | 1 - 13 | 1-5, 0-4, 0-4 | Tavastehus | CHN-CAN |
| 5 april 2009 | Sverige - Kina   | 6 - 1  | 2-0, 3-0, 1-1 | Tavastehus | SWE-CHN |
| 6 april 2009 | Kanada - Sverige | 7 - 0  | 2-0, 1-0, 4-0 | Tavastehus | CAN-SWE |

| Grupp B | SM | V | O | F | GM | IM | P |
| ------- | -- | - | - | - | -- | -- | - |
| Kanada  | 2  | 2 | 0 | 0 | 20 | 1  | 6 |
| Sverige | 2  | 1 | 0 | 1 | 6  | 8  | 3 |
| Kina    | 2  | 0 | 0 | 2 | 2  | 19 | 0 |

SM = Spelade matcher, V = Vinster, O = Oavgjorda, F = Förluster, GM = Gjorda mål, IM = Insläppta mål, P = Poäng

### Grupp C
- Finland
- Kazakstan
- Szhweiz

| Datum        | Match               | Res.      | Perioder                | Spelort    | Fakta   |
| ------------ | ------------------- | --------- | ----------------------- | ---------- | ------- |
| 4 april 2009 | Kazakstan - Finland | 0 - 7     | 0-2, 0-3, 0-2           | Tavastehus | KAZ-FIN |
| 5 april 2009 | Schweiz - Kazakstan | 1 - 2 str | 0-0, 0-1, 1-0, 0-0, 0-1 | Tavastehus | SUI-KAZ |
| 6 april 2009 | Finland - Schweiz   | 6 - 3     | 4-1, 1-0, 1-2           | Tavastehus | FIN-SUI |

| Grupp C   | SM | V | O | F | GM | IM | P |
| --------- | -- | - | - | - | -- | -- | - |
| Finland   | 2  | 2 | 0 | 0 | 13 | 3  | 6 |
| Kazakstan | 2  | 0 | 1 | 1 | 2  | 8  | 2 |
| Schweiz   | 2  | 0 | 1 | 1 | 4  | 8  | 1 |

SM = Spelade matcher, V = Vinster, O = Oavgjorda, F = Förluster, GM = Gjorda mål, IM = Insläppta mål, P = Poäng

## Kvalificeringsrunda

### Grupp D
- Kanada
- Finland
- USA

| Datum         | Match            | Res.  | Perioder      | Spelort    | Fakta   |
| ------------- | ---------------- | ----- | ------------- | ---------- | ------- |
| 8 april 2009  | Kanada - Finland | 8 - 0 | 2-0, 2-0, 4-0 | Tavastehus | CAN-FIN |
| 9 april 2009  | Finland - USA    | 0 - 7 | 0-2, 0-3, 0-2 | Tavastehus | FIN-USA |
| 10 april 2009 | USA - Kanada     | 1 - 2 | 0-0, 0-2, 1-0 | Tavastehus | USA-CAN |

| Grupp D | SM | V | O | F | GM | IM | P |
| ------- | -- | - | - | - | -- | -- | - |
| Kanada  | 2  | 2 | 0 | 0 | 10 | 1  | 6 |
| USA     | 2  | 1 | 0 | 1 | 8  | 2  | 3 |
| Finland | 2  | 0 | 0 | 2 | 0  | 15 | 0 |

SM = Spelade matcher, V = Vinster, O = Oavgjorda, F = Förluster, GM = Gjorda mål, IM = Insläppta mål, P = Poäng

### Grupp E
- Kazakstan
- Ryssland
- Sverige

| Datum         | Match                | Res.  | Perioder      | Spelort    | Fakta   |
| ------------- | -------------------- | ----- | ------------- | ---------- | ------- |
| 8 april 2009  | Sverige - Kazakstan  | 9 - 0 | 2-0, 3-0, 4-0 | Tavastehus | SWE-KAZ |
| 9 april 2009  | Kazakstan - Ryssland | 2 - 9 | 1-3, 0-3, 1-3 | Tavastehus | KAZ-RUS |
| 10 april 2009 | Ryssland - Sverige   | 0 - 8 | 0-1, 0-4, 0-3 | Tavastehus | RUS-SWE |

| Grupp E   | SM | V | O | F | GM | IM | P |
| --------- | -- | - | - | - | -- | -- | - |
| Sverige   | 2  | 2 | 0 | 0 | 17 | 0  | 6 |
| Ryssland  | 2  | 1 | 0 | 1 | 9  | 10 | 3 |
| Kazakstan | 2  | 0 | 0 | 2 | 2  | 18 | 0 |

SM = Spelade matcher, V = Vinster, O = Oavgjorda, F = Förluster, GM = Gjorda mål, IM = Insläppta mål, P = Poäng

## Nedflyttningsgrupp

### Grupp F
- Japan
- Kina
- Schweiz

| Datum         | Match           | Res.      | Perioder                | Spelort    | Fakta   |
| ------------- | --------------- | --------- | ----------------------- | ---------- | ------- |
| 8 april 2009  | Kina - Schweiz  | 4 - 5 str | 2-1, 2-0, 0-3, 0-0, 0-1 | Tavastehus | CHN-SUI |
| 9 april 2009  | Schweiz - Japan | 3 - 2     | 0-0, 2-1, 1-1           | Tavastehus | SUI-JPN |
| 10 april 2009 | Japan - Kina    | 2 - 1     | 0-0, 2-0, 0-1           | Tavastehus | JPN-CHN |

| Grupp F | SM | V | O | F | GM | IM | P |
| ------- | -- | - | - | - | -- | -- | - |
| Schweiz | 2  | 1 | 1 | 0 | 8  | 6  | 5 |
| Japan   | 2  | 1 | 0 | 1 | 4  | 4  | 3 |
| Kina    | 2  | 0 | 1 | 1 | 5  | 7  | 1 |

SM = Spelade matcher, V = Vinster, O = Oavgjorda, F = Förluster, GM = Gjorda mål, IM = Insläppta mål, P = Poäng

## Slutspel
| Datum              | Match             | Res.  | Periodres.    | Spelort    | Fakta   |
| ------------------ | ----------------- | ----- | ------------- | ---------- | ------- |
| Match om 3:e plats |                   |       |               |            |         |
| 12 april 2009      | Finland - Sverige | 4 - 1 | 1-0, 1-1, 2-0 | Tavastehus | FIN-SWE |
| Final              |                   |       |               |            |         |
| 12 april 2009      | Kanada - USA      | 1 - 4 | 0-1, 1-1, 0-2 | Tavastehus | CAN-USA |

## VM-ranking
| \| VM 2009 \| VM 2009 \| \| ------- \| --------- \| \| Guld \| USA \| \| Silver \| Kanada \| \| Brons \| Finland \| \| 4. \| Sverige \| \| 5. \| Ryssland \| \| 6. \| Kazakstan \| \| 7. \| Schweiz \| \| 8. \| Japan \| \| 9. \| Kina \| |           |
| VM 2009 |           |
| Guld | USA       |
| Silver | Kanada    |
| Brons | Finland   |
| 4. | Sverige   |
| 5. | Ryssland  |
| 6. | Kazakstan |
| 7. | Schweiz   |
| 8. | Japan     |
| 9. | Kina      |

## Sveriges VM-matcher 2009
| Söndag 5 april 2009 18:00 | Sverige | 6 – 1 (2 − 0, 3 − 0, 1 − 1) | Kina | Arena 1, Tavastehus |

|  |                                                                                                 | Matchsummering |                    | Åskådare: 1 737              |                              |
|  | Rundqvist (06:15) Holmlöv (19:50) Rundqvist (23:50) Holst (30:37) Timglas (38:45) Holst (45:49) |                | (55:04) Qi Xueting | Domare: Arina Ustinova (RUS) | Domare: Arina Ustinova (RUS) |

| Måndag 6 april 2009 15:30 | Kanada | 7 – 0 (2 − 0, 1 − 0, 4 − 0) | Sverige | Arena 1, Tavastehus |

|  | | Matchsummering |  | Åskådare: 1 403           |                           |
|  | Ouellette (02:22) MacLeod (10:53) Sostorics (32:26) Philip Poulin (41:38) Wickenheiser (43:14) Johnston (47:22) Botterill (59:24) |                |  | Domare: Joy Tottman (GBR) | Domare: Joy Tottman (GBR) |

| Onsdag 8 april 2009 14:00 | Sverige | 9 – 0 (2 − 0, 3 − 0, 4 − 0) | Kazakstan | Arena 1, Tavastehus |

|  | | Matchsummering |  | Åskådare: 2 058         |                         |
|  | Enström (02:07) Holmlöv (19:16) Hlomlöv (27:00) Svedin Thunström (35:28) Rooth (36:15) Rundqvist (56:38) Holst (57:17) Udén-Johansson (57:41) Holmlöv (58:40) |                |  | Domare: Aina Hove (NOR) | Domare: Aina Hove (NOR) |

| Fredag 10 april 2009 14:00 | Ryssland | 0 – 8 (0 − 1, 0 − 4, 0 − 3) | Sverige | Arena 1, Tavastehus |

|  |  | Matchsummering | | Åskådare: 425                |                              |
|  |  |                | (15:21) Enström (31:32) Nevalainen (34:26) Rooth (35:26) Holst (36:35) Holmlöv (44:15) Winberg (50:15) Myrén (57:54) Rundqvist | Domare: Mary Anne Gage (CAN) | Domare: Mary Anne Gage (CAN) |

| Söndag 12 april 2009 14:00 Bronsmatch | Finland | 4 – 1 (1 − 0, 1 − 1, 2 − 0) | Sverige | Arena 1, Tavastehus |

|  |                                                                     | Matchsummering |                   | Åskådare: 3 027             |                             |
|  | Karvinen (12:36) Pehkonen (22:28) Saarinen (43:34) Karvinen (48:02) |                | (24:40) Rundqvist | Domare: Leah Wrazidlo (USA) | Domare: Leah Wrazidlo (USA) |

## Sveriges VM-trupp 2009
| Nr | Spelare                | Klubb                            | Pos |
| -- | ---------------------- | -------------------------------- | --- |
| 1  | Sara Grahn             | Linköpings HC                    | M   |
| 30 | Kim Martin             | University Minnesota Duluth, USA | M   |
| 35 | Valentina Lizana       | AIK                              | M   |
| 3  | Frida Nevalainen       | MoDo Hockey                      | B   |
| 4  | Jenni Asserholt        | University Minnesota Duluth, USA | B   |
| 10 | Emilia Andersson       | Minnesota State University, USA  | B   |
| 17 | Emma Nordin            | MoDo Hockey                      | B   |
| 22 | Emma Eliasson          | Brynäs IF                        | B   |
| 23 | Gunilla Andersson      | Segeltorps IF                    | B   |
| 27 | Ylva Lindberg          | Segeltorps IF                    | B   |
| 2  | Elin Holmlöv           | University Minnesota Duluth, USA | F   |
| 7  | Maria Rooth            | AIK                              | F   |
| 8  | Erika Holst            | Segeltorps IF                    | F   |
| 9  | Tina Enström           | Linköpings HC                    | F   |
| 11 | Cecilia Östberg        | Leksands IF                      | F   |
| 12 | Isabelle Jordansson    | AIK                              | F   |
| 13 | Erica Udén Johansson   | MoDo Hockey                      | F   |
| 15 | Katarina Timglas       | AIK                              | F   |
| 16 | Pernilla Winberg       | University Minnesota Duluth, USA | F   |
| 19 | Klara Myrén            | Leksands IF                      | F   |
| 25 | Frida Svedin Thunström | MoDo Hockey                      | F   |
| 28 | Danijela Rundqvist     | AIK                              | F   |